# Leandro Lyra
Leandro Lyra Braga Dognini (Belém, 29 de agosto de 1992) é um engenheiro e político brasileiro. Recebeu a Medalha de Prata na 20ª International Mathematics Competition for University Students (IMC), a maior competição universitária de matemática do mundo, além de ser medalhista em outras competições científicas internacionais. e nacionais. Foi o 1º colocado no XXIV Prêmio Tesouro Nacional (2019) com a monografia intitulada “Equilíbrio Previdenciário dos Entes Subnacionais”. Concluiu, ainda durante sua graduação, o mestrado profissional em Métodos Matemáticos em Finanças no Instituto de Matemática Pura e Aplicada (IMPA), cuja dissertação foi agraciada com o 10º Prêmio ANBIMA de Mercados de Capitais (2014). É engenheiro eletricista pelo Instituto Militar de Engenharia (IME), mestre e doutor em economia matemática pelo IMPA.

## Biografia
Leandro Lyra nasceu em Belém, em 29 de agosto de 1992. Filho de um engenheiro mecânico e de uma engenheira química da Vale, residiu em Barcarena, Pará, até os 17 anos, Em 2010, mudou-se para o Rio de Janeiro para estudar no Instituto Militar de Engenharia, onde graduou-se engenheiro eletricista e serviu como oficial do Exército Brasileiro. Durante sua graduação também participou dos programas Ingénieur Polytechnicien na École Polytechnique, agraciado com a Bourse D´Excellence Eiffel, e Visiting Undergraduate Student na Universidade Harvard, além de ter sido escolhido orador da turma General Argus Fagundes Ourique Moreira. 
Foi o primeiro vereador eleito pelo Partido Novo no Rio de Janeiro. Recebeu 29 217 votos, tornando-se o décimo vereador mais votado para a Câmara Municipal do Rio de Janeiro e o mais bem votado entre os neófitos para a 10ª legislatura, mesmo sendo a primeira eleição do NOVO e sem ter um passado político. Além disso, foi o mais jovem vereador eleito, aos 24 anos, para a 10ª legislatura da Câmara Municipal do Rio de Janeiro.. Nas Eleições Municipais de 2020, marcadas por abstenção recorde em meio à pandemia de COVID-19, tentou a reeleição para vereador, não tendo logrado êxito.

## Carreira política

### Vereador
Leandro Lyra adotou uma estrutura enxuta em seu gabinete, nomeando apenas 6 assessores (teria direito a 20) além de reduzir a verba de gabinete em 50% por cento. O vereador foi eleito Vice-Presidente das comissões de Ciência, Tecnologia, Comunicação e Informática, e de Abastecimento, Indústria, Comércio e Agricultura.
Em setembro de 2017 foi contrário ao aumento dos tributos IPTU e ITBI, realizado por meio do projeto de atualização da planta de valores de imóveis da cidade.
Foi também contrário à obrigatoriedade do retorno de cobradores aos ônibus, em novembro de 2017, por acreditar que a bilhetagem eletrônica seria um caminho mais eficiente, transparente, seguro e moderno para se acabar com os problemas da dupla função do motorista. Na época, foi acusado por parte da bancada do PSOL de ser "desonesto", "sujo" e "mentiroso", e ainda foi acusado de agir a mando da Fetranspor. O vereador reagiu, informando que tomaria medidas judiciais cabíveis, acusando PSOL e também o PT de incitarem "o ódio num debate que deveria ser democrático", desafiando também os adversários a provarem que é amigo de algum empresário de ônibus, além de ironizar a obrigatoriedade de cobradores, dizendo "bota dois cobradores, bota um recepcionista, bota tradutor, e bota a passagem a R$ 10 para o carioca pagar".
Em julho de 2018, votou a favor da abertura de investigação e admissibilidade do processo de impeachment do prefeito Marcelo Crivella, após o vazamento de áudios de uma reunião realizada no Palácio da Cidade, que levantaram suspeitas de uso indevido da máquina pública para benefício de grupos específicos.. Entretanto, em setembro de 2020, houve nova votação de abertura do processo de Impeachment, ocasião em que Leandro Lyra votou contra a abertura. 

### Projetos e iniciativas
Dentre outros, Lyra propôs o projeto de lei complementar que prevê que, diante da queda de arrecadação do município, será feito um novo cálculo a respeito do duodécimo que é repassado pelo Tesouro aos entes do Legislativo — Câmara Municipal do Rio de Janeiro e Tribunal de Contas do Município do Rio de Janeiro — reduzindo proporcionalmente os recursos disponibilizados a esses órgãos.
O vereador envolveu-se em um conflito com o partido NOVO ao candidatar-se como Deputado Federal para as eleições de 2018. Em circular encaminhada pelo diretório nacional é dada a informação que o diretório nacional do partido, por unanimidade, impugnou sua candidatura, afirmando que haveria um compromisso de cumprimento de todo o seu mandato como vereador. O vereador sustentava que o estatuto já prevê exceções caso o diretório estadual permita. Leandro Lyra obteve no Tribunal Superior Eleitoral um mandado de segurança, que ainda deverá ter seu mérito julgado.

## Desempenho eleitoral
| Ano  | Eleição                             | Partido      | Candidato a      | Votos  | Resultado  |
| ---- | ----------------------------------- | ------------ | ---------------- | ------ | ---------- |
| 2016 | Eleição Municipal do Rio de Janeiro | Partido Novo | Vereador         | 29.217 | Eleito     |
| 2018 | Eleições Parlamentares              | Partido Novo | Deputado federal | 36.360 | Não Eleito |
| 2020 | Eleição Municipal do Rio de Janeiro | Republicanos | Vereador         | 3.237  | Não Eleito |